# Мориц Саксен-Цейцский
Мориц Саксен-Цейцский (нем. Moritz von Sachsen-Zeitz; 28 марта 1619, Дрезден — 4 декабря 1681, Цайц) — герцог Саксен-Цейцский с 1657 года.

## Биография
Мориц был сыном саксонского курфюрста Иоганна Георга I и его второй жены Магдалены Сибиллы Прусской. Вместе со старшими братьями он обучался при дворе в Дрездене, в 1642—1645 годах вместе с братом Кристианом совершил большое путешествие по северной Германии и Нидерландам. Вскоре по возвращении домой Мориц вошёл в состав Плодоносного общества.
В 1650 году Тевтонский орден назначил Морица своим бальи в Тюрингии. Мориц назначил своим канцлером и главой консистории известного учёного и теолога Фейта Людвига Зекендорфа.
Курфюрст Саксонии Иоганн-Георг I 20 июля 1652 года завещал, чтобы после его смерти трое его младших сыновей получили секундогенитурные владения. После того, как Иоганн Георг I скончался 8 октября 1656 года, его сыновья заключили 22 апреля 1657 года в Дрездене «дружественный братский пакт», а в 1663 году — дополнительный договор. В этих документах описывались выделяемые каждому из сыновей территории и суверенные права. Во исполнение воли отца Мориц получил герцогство Саксен-Цейц.
Чтобы у герцогов Цейцских была подобающая резиденция, Мориц решил перестроить старый епископский замок, который впоследствии стал известен как дворец Морицбург. Строительство велось с 1657 по 1678 годы.

## Семья и дети

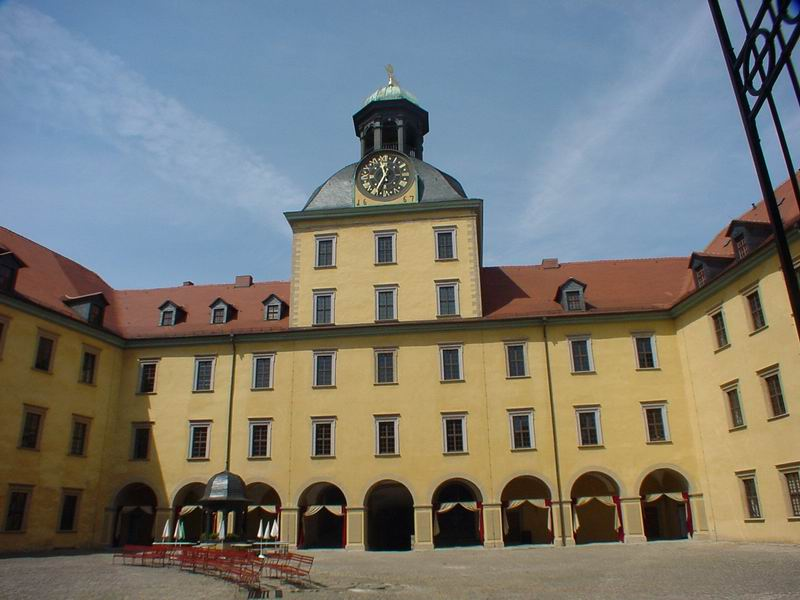
Герцогская резиденция в Цайце

19 ноября 1650 года Мориц женился в Дрездене на Софии Гедвиге Шлезвиг-Гольштейн-Глюксбургской, дочери герцога Филиппа. У них было двое детей:
- Иоганн Филипп (1651—1652)
- Мориц (1652—1653)

3 июля 1656 года Мориц женился в Веймаре на Доротее Марии Саксен-Веймарской. У них было десять детей:
- Элеонора Магдалена (1658—1661)
- Вильгельмина Элеонора (1659—1659)
- Эрдмута Доротея (1661—1720), замужем за герцогом Кристианом II Саксен-Мерзебургским
- Мориц Вильгельм (1664—1718), женат на Марии Амалии Бранденбург-Шведтской
- Иоганн Георг (1665—1666)
- Кристиан Август (1666—1725), кардинал, примас Венгрии
- Фридрих Генрих (1668—1713), женат на Софии Ангелике Вюртемберг-Бернштадтской, затем на Анне Фридерике Филиппине Шлезвиг-Гольштейн-Зондербург-Визенбургской
- Мария София (1670—1671)
- Магдалена Сибилла (1672—1672)
- Вильгельмина София (1675—1675)

14 июня 1676 года Мориц женился в Визенбурге на Софии Елизавете Шлезвиг-Гольштейн-Визенбургской. Их брак был бездетным.